# Tour de Langkawi
El Tour de Langkawi es una carrera ciclista por etapas disputada en Malasia. Debe su nombre al archipiélago de Langkawi, donde tuvo lugar la salida de la primera edición en 1996.
Formó parte del UCI Asia Tour desde la creación de los Circuitos Continentales UCI en 2005, dentro de la categoría 2.HC (máxima categoría de estos circuitos), convirtiéndose así en una de las pruebas ciclistas más importantes de Asia. En 2020 pasó a formar parte de las UCI ProSeries dentro de la categoría 2.Pro.

## Palmarés
| Año  | Ganador                     | Segundo                    | Tercero              |           |
| ---- | --------------------------- | -------------------------- | -------------------- | --------- |
| 1996 | Damian McDonald             | Chris Newton               | Brett Dennis         |           |
| 1997 | Luca Scinto                 | Jens Voigt                 | Alberto Elli         |           |
| 1998 | Gabriele Missaglia          | Giuliano Figueras          | Niklas Axelsson      |           |
| 1999 | Paolo Lanfranchi            | Serguéi Ivanov             | Allan Iacuone        |           |
| 2000 | Chris Horner                | Julio Alberto Pérez Cuapio | Fortunato Baliani    |           |
| 2001 | Paolo Lanfranchi            | Paolo Bettini              | Chris Wherry         |           |
| 2002 | Hernán Darío Muñoz          | Robert Hunter              | David George         |           |
| 2003 | Tom Danielson               | Hernán Darío Muñoz         | Freddy González      |           |
| 2004 | Freddy González             | Ryan Cox                   | Dave Bruylandts      |           |
| 2005 | Ryan Cox                    | José Rujano                | Tiaan Kannemeyer     |           |
| 2006 | David George                | Francesco Bellotti         | Gabriele Missaglia   |           |
| 2007 | Anthony Charteau            | José Serpa                 | Walter Pedraza       |           |
| 2008 | Ruslan Ivanov               | Matthieu Sprick            | Gustavo César Veloso |           |
| 2009 | José Serpa                  | Jai Crawford               | Jackson Rodríguez    |           |
| 2010 | José Rujano                 | Gong Hyo-suk               | Hossein Askari       |           |
| 2011 | Yonathan Monsalve           | Libardo Niño               | Emanuele Sella       |           |
| 2012 | José Serpa                  | José Rujano                | Victor Niño          |           |
| 2013 | Julián Arredondo            | Pieter Weening             | Sergio Pardilla      |           |
| 2014 | Samad Poor Seiedi           | Merhawi Kudus              | Isaac Bolívar        |           |
| 2015 | Youcef Reguigui             | Valerio Agnoli             | Sebastián Henao      |           |
| 2016 | Reinardt Janse van Rensburg | Daniel Jaramillo           | Miguel Ángel López   |           |
| 2017 | Ryan Gibbons                | Cameron Bayly              | Alberto Cecchin      |           |
| 2018 | Artiom Ovechkin             | Łukasz Owsian              | Benjamin Dyball      |           |
| 2019 | Benjamin Dyball             | Keegan Swirbul             | Vadim Pronskiy       |           |
| 2020 | Danilo Celano               | Yevgueni Fiodorov          | Artiom Ovechkin      |           |
| 2021 | cancelada                   | cancelada                  | cancelada            | cancelada |
| 2022 | Iván Ramiro Sosa            | Hugh Carthy                | Torstein Træen       |           |
| 2023 | Simon Carr                  | Alexander Cepeda           | Pablo Castrillo      |           |
| 2024 | Max Poole                   | Thomas Pesenti             | Unai Iribar          |           |

Nota: En la edición 2011 Libardo Niño, fue inicialmente el segundo clasificado, pero su resultado fue anulado por un caso de dopaje.

## Palmarés por países
| País           | Victorias |
| -------------- | --------- |
| Colombia       | 6         |
| Italia         | 5         |
| Sudáfrica      | 4         |
| Estados Unidos | 2         |
| Venezuela      | 2         |
| Australia      | 2         |
| Reino Unido    | 2         |
| Francia        | 1         |
| Moldavia       | 1         |
| Irán           | 1         |
| Argelia        | 1         |
| Rusia          | 1         |